# Iriona

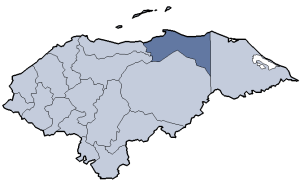
Divisão de Honduras

Iriona é uma cidade hondurenha do departamento de Colón.